# 3D-TV

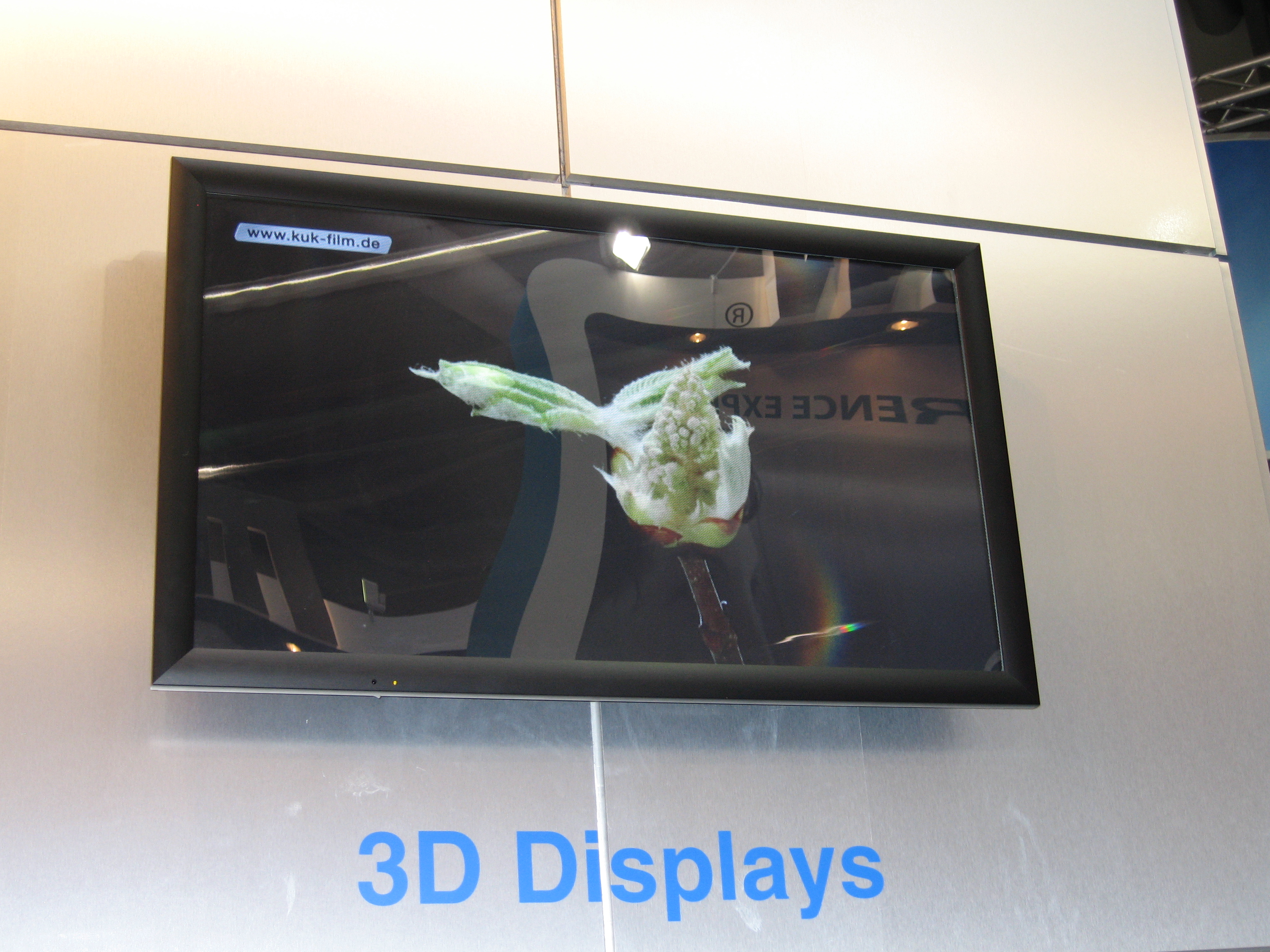
Ein 3D-Displayprototyp von Philips mit HD-Auflösung

3D-TV ist die Abkürzung für 3D-Television und damit für eine Fernsehübertragung von Videosignalen getrennt für das linke und rechte Auge, so dass der Eindruck von räumlicher Tiefe entsteht.
Das Videosignal wurde dafür bereits getrennt im Stereoskopie-Verfahren aufgenommen und kann auf mehrere Arten im Fernsehsignal zum Zuschauer nach Hause eingebettet werden. Bereits mit dem Aufkommen vom Farbfernsehen wurden stereoskope Inhalte anaglyph gesendet. Dazu wird das Videosignal für das eine Auge vom roten Farbanteil und für das andere Auge vom Cyan-Farbanteil befreit und wieder übereinander gelegt. Zum Betrachten werden Rot-Cyan-3D-Brillen benötigt, aber auch andere Farbkombinationen lassen sich dafür einsetzen, z. B. Magenta-Grün. Cyan entspricht Türkis und ist die Komplementärfarbe zu Rot. Magenta entspricht „Pink“ und ist die Komplementärfarbe zu (Hell)grün.
Wenn beide Videosignale vollfarbig in Stereo-3D angezeigt werden sollen, muss das Bild erst wieder in Echtzeit bearbeitet werden. Dafür gibt es zwei Techniken:
Bei der zeilensequentiellen (englisch: interlaced) 3D-Wiedergabemethode mit zirkularer Polarisation trennt eine einfache Polarisationsbrille das linke Bild (z. B. linksdrehend polarisiert) und das rechte Bild voneinander. Die vertikale Auflösung wird bei dieser Technik halbiert, da jedem Auge nur jede zweite Zeile angezeigt wird. Anders ausgedrückt: Jedes gerade Field (Halbbild) zeigt das Bild für das eine Auge, jedes ungerade Field das andere Bild. (Damit ist es auch möglich, nur ein Videosignal anzeigen zu lassen, wodurch das gewohnte 2D-Bild in halber Auflösung übrig bleibt.) Die Farbechtheit bleibt erhalten, aber durch die periodische Filterung können Ermüdungseffekte bei den Zuschauern entstehen. Diese Übertragungsart (field-sequential) wird nicht im TV-Regelbetrieb eingesetzt, sondern nur bei „Interlace-3D“-BluRay-Discs, sowie bei manchen Video-Projektoren (Beamern).
Die weltweit eingesetzte HD-taugliche 3D-TV-Variante mit zwei anamorph komprimierten Videostreams in einem HD-Kanal nennt sich „side-by-side“ (nebeneinander), abgekürzt SBS. Die horizontale Auflösung wird beim Erstellen des 3D-Videostreams halbiert, da jede Bildhälfte nur jede zweite Spalte erhält. SBS kann von jedem HDTV-Receiver empfangen und an einen modernen 3D-ready-TV oder 3D-Beamer weitergeleitet werden, der die beiden Teilbilder auf das volle 16:9-Format entzerrt und mit 100 bzw. 120 Hz Bildwechselfrequenz einander überlagernd darstellt. Die zur 3D-Trennung notwendige LCD-Shutterbrille wird von einem zusätzlichen Infrarot-Sender synchronisiert, mit je nach 3D-TV-Hersteller unterschiedlichen Parametern.
Der Satellitenbetreiber Eutelsat strahlte von 2009 bis 2011 auf Eurobird 9 einen Testsender mit Stereo-3D-Material u. a. von Sensio aus. Auch SES Astra betrieb seit dem 5. Mai 2010 auf 23,5 Grad Ost einen frei empfangbaren Demokanal mit dreidimensionalen Inhalten, inzwischen nur noch auf Astra 19 Grad Ost. Seit dem 3. Oktober 2010 sendet Sky Deutschland auf Astra 19 Grad Ost, 12382 MHz hor., SR 27500, FEC 9/10, DVBS2, QPSK einen 3D-TV-Kanal, der tagsüber meistens unverschlüsselte 3D-Demos zeigt. Der Sendebetrieb von Sky HD Fan Zone und Sky 3D wurde zum 25. Juni 2017 bzw. zum 1. Juli 2017 aufgrund mangelnder Nachfrage eingestellt.
Bei ServusTV wird zeitweise nachts ein kurzer Stereo-3D-Film mit einer Skiabfahrt in den Alpen im ColorCode-Verfahren gesendet, das ist eine modernere Variante der Farb-Anaglyphen mit gelb-blauen 3D-Brillen.